# Mary Baguley
Mary Baguley, död 1675, var en engelsk kvinna som avrättades för häxeri. 
Hon var från Wildboarclough i Cheshire. Hon ställdes inför rätta åtalad för häxeri i april 1675. Hon anklagades för att ha förhäxat den gifte skolläraren Robert Hall i Wincle till döds. Hon påstods ha förtrollat honom sjuk i tio dagar, varefter han började svettas och hosta blod, och slutligen ha krossat hans hjärta i bitar, trots att hon var frånvarande från hans dödsbädd. Hon dömdes som skyldig och avrättades genom hängning. Detta var en under en period när häxförföljelserna minskade i England, då de hade börjat ebba ut efter 1660. 